# Berlin-Buckow

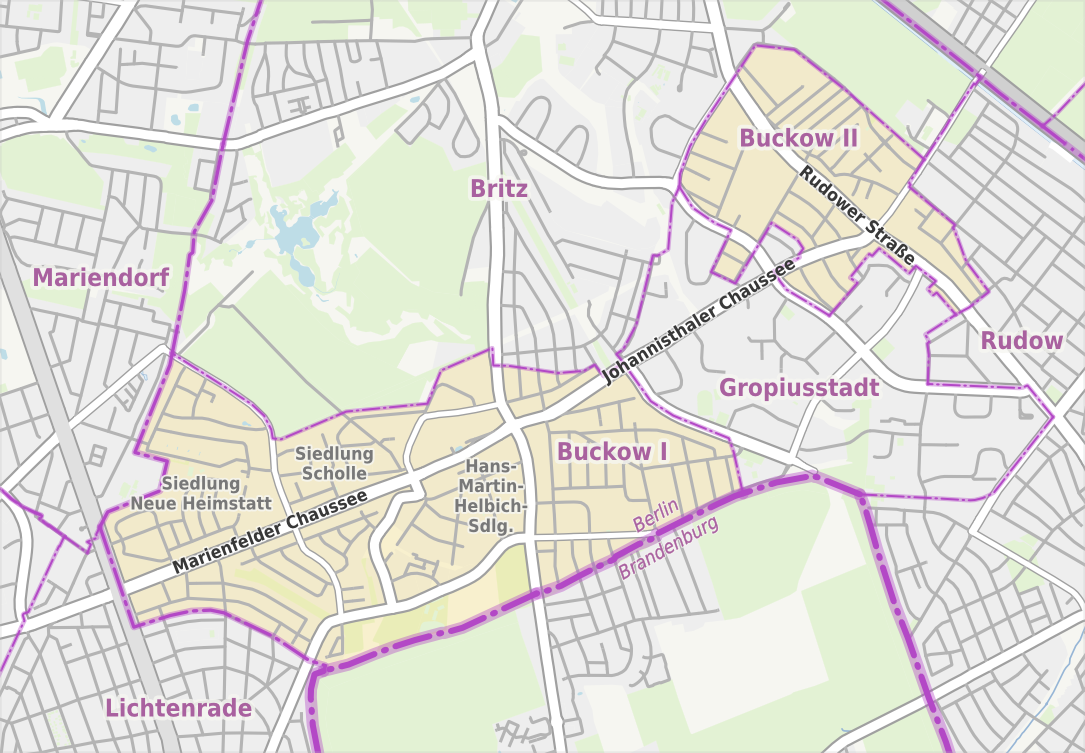
Lage der beiden Ortsteile Buckow 1 und Buckow 2

Buckow [ˈbuːkoː] ist ein Ortsteil im Berliner Bezirk Neukölln, der aus zwei getrennten Teilen besteht.

## Lage
Buckow liegt am südlichen Stadtrand Berlins. Es wird durch den Ortsteil Gropiusstadt in zwei Teile getrennt.
Buckow 1 ist der größere westliche Teil. Er liegt zwischen den Ortsteilen Mariendorf und Lichtenrade des Bezirks Tempelhof-Schöneberg im Westen, den Neuköllner Ortsteilen Britz im Norden und Gropiusstadt im Osten. Im Süden grenzt Buckow an Großziethen, einen Ortsteil der brandenburgischen Gemeinde Schönefeld. Der östliche Teil von Buckow 1 entspricht etwa dem Bereich des mittelalterlichen und frühneuzeitlichen Dorfs Buckow. Das Gebiet am Quarzweg und westlich davon wird als Neu-Buckow bezeichnet.
Buckow 2 (auch Buckow-Nord) ist der kleinere nordöstliche Teil. Er liegt zwischen Britz, Rudow und Gropiusstadt.

## Geschichte

### 13. bis 16. Jahrhundert
Um 1230 gründeten deutsche Siedler Buckow als breites Straßen- oder Angerdorf. Da bisher in Buckow archäologisch keine spätslawischen Siedlungsspuren gefunden wurden, ist davon auszugehen, dass die Zuzügler einen slawischen Flurnamen übernahmen (buk: die Rotbuche). Die Dorfkirche wurde gegen Ende des 13. Jahrhunderts errichtet. 1373 fand der Ort seine erste urkundliche Erwähnung, bereits mit seinem späteren Namen Buckow. Das Landbuch Karls IV. von 1375 weist für Bukow und Buko eine Größe von 52 1⁄2 Hufen aus, davon zwei Pfarrhufe. Das Dorf hatte einen Krug (taberna) und eine Windmühle, was auf einen gewissen Wohlstand schließen lässt. Einen ähnlichen Hinweis gibt die Dorfkirche, da die Dorfkirchen mit Westbauten zum kostenaufwendigsten Grundrisstyp gehören. Die Besitzverhältnisse waren zunächst komplex: Vor 1375 bis 1444 gehörten dem Bürger Rathenow aus Berlin – mit Ausnahme von 17 Hufen – die Wagendiensten aus den Gütern, die Abgaben des Lehnschulzenguts mit fünf Hufen sowie Abgaben von Hufen, die ihm als Afterlehen von der Familie Lossow zustanden. Außerdem erhielt er einen Anteil an den insgesamt 15 Kossätenhöfen sowie am Krugzins. Diese Abgaben erhielt er um 1375 zusammen mit einem Bürger Wildenbruch aus Berlin, standen ihm aber später allein zu. Vor 1375 standen dem Bürger Goltz ebenfalls aus Berlin die Gerichtsbarkeit sowie die Wagendienste und Abgaben aus sieben Hufen zu. Von vier Kossätenhöfen erhielt er Hühner, von zwei Bauernhöfen weitere Abgaben. Die Gerichtsbarkeit sowie die Wagendienste von weiteren zehn, möglicherweise auch nur 9 1⁄2 freigewilligten Hufen erhielt um 1375 die Familie Hogenest. Ihr Anteil ging (vor?) 1416 an die Familie von Britzke; hinzu kam ein Drittel des Müggenbruchs (1416, 1450, 1469) beziehungsweise eine Wiese in der Feldmark Buckow (1473, 1553). Im Jahr 1442 waren zwei Hufe des Bürger Goltz unbesetzt und wüst gefallen. Zwei Jahre später übernahm der Bürger Schaum die größten Anteile des Bürgers Rathenow. Er erhielt die Hälfte der Ober- und Untergerichtsbarkeit, das Kirchenpatronat, Dienste und Abgaben (1444) beziehungsweise die Ober- und Untergerichtsbarkeit, das Kirchenpatronat, Dienste und Hebungen sowie den Dorfschulen mit fünf freien Hufen, einem Fünfhufner, drei Vierhufner, zwei Dreihufner, drei Zweihufner (darunter der Krüger) sowie zwei Höfe, zwei Kossäten und die Windmühle (1475). Im Jahr 1450 war die Gemarkung lediglich noch 51 1⁄2 Hufe groß, davon aber nach wie vor zwei für den Pfarrer. Die von Britzke besaßen 9 1⁄2 freie Hufe. 14 Hufe, die als Krughufen bezeichnet wurden, mussten Zinsen in anderer Höhe als die übrigen Hufe leisten. Es gab drei Kossäten, nach wie vor einen Krug und einen Müller. Dieser Anteil gelangte vermutlich Ende des 15. Jahrhunderts an die von Flans. Der Anteil der Familie Goltz kam 1452 an die Frau des Küchenmeisters Ulrich Zeuschel (der Hausvogt Friedrich II.) und von dort vor 1482 an Ludwig Küchenmeister. Er musste ihn an die Familie von Quast verpfänden und konnte sie offenbar nicht auslösen: Im Jahr 1494 kamen sie bis nach 1709 an die Familie von Flans zu Altglienicke und Großmachnow. Sie besaßen fünf freie Hufe mit der Ober- und Untergerichtsbarkeit, einen Anteil am Kirchenpatronat (1541) beziehungsweise sechs freie Hufe und einen Kossätenhof sowie Hebungen aus acht Höfen (1553). Um 1500 war Buckow Tochterkirche von Lichtenrade (1541, 1793, 1860). Der Schaumsche Anteil ging um 1515 an die Familie Lindholz. Sie erhielten die Ober- und Untergerichtsbarkeit, das Kirchenpatronat, die Dienste und Abgaben eines Hufners sowie die aus einem Hof, einem Fünfhufner, vier Vierhufner, zwei Dreihufner, einem Zweihufner sowie aus der Mühle und dem Krug. Die Familie von Flans baute ihren Anteil aus und besaß ab 1571 neben der Ober- und Untergerichtsbarkeit mittlerweile neun Hufe (1620) beziehungsweise fünf Bauernhöfe (1608), später Hebungen von drei Höfen (1709). Im Jahr 1572 gab es in Buckow einen Dorfschulzen mit fünf Hufen, einen Fünfhufner, drei Vierhufner, drei Dreihufner, einen Zweihufner, einen Krug und eine Windmühle. Außerdem gab es drei Kossätenhöfe, sechs freie Hufe und weitere neun Hufe, die im Besitz der Flans und ihrer fünf Bauernhöfe waren.

### 17. und 18. Jahrhundert
Vor dem Dreißigjährigen Krieg lebten in Buckow 13 Hufner, ein Müller, fünf Kossäten, ein Hirte sowie ein Hirtenknecht. Es gab noch keine eigene Schmiede, jedoch kam bei Bedarf ein Laufschmied vorbei. Den Krieg überlebten der Schulze mit zwei Söhnen, elf Bauern mit acht Söhnen, vier Knechten und Jungen sowie fünf Kossäten mit einem Knecht.
Im Jahr 1711 gab es im Buckow nach wie vor 13 Hufner, einen Müller, einen Hirten und einen Knecht sowie einen Laufschmied. Von den fünf Kossätenhöfen war einer kurzzeitig wüst, im Jahr 1745 allerdings schon wiederbesetzt. Aus diesem Jahr wurde lediglich von einem Krug und einer Windmühle berichtet. Die Familie Lindholz hatte ihren Besitz mittlerweile um den Flanschen Anteil erweitert (1713) und besaßen sieben Bauernhöfe, fünf Kossätenhöfe sowie einen Krug. Im Jahr 1771 gab es im Ort 18 Wohnhäuser (= Giebel), mittlerweile eine eigene Schmiede sowie sechs Paar Hausleute und einen Schäferknecht. Die Bewohner mussten für 37 Hufe je acht Groschen Abgaben zahlen und für weitere 13 1⁄2 Hufen nur je vier Groschen. Im Jahr 1788 übernahm der Neffe Loncier die Anteile der Familie Lindholz und verkaufte sie bereits ein Jahr später an den Lotteriedirektor bzw. Geheimen Oberfinanzrat Grothe aus Berlin.

### 19. Jahrhundert
Zu Beginn des 19. Jahrhunderts lebten zwölf Ganzbauern, vier Ganzkossäten sowie ein Büdner und neun Einlieger in Buckow. Es gab nach wie vor die Schmiede, den Krug und die Windmühle. Neu war ein Radmacher, der sich im Ort niedergelassen hatte. Die Gemarkung war 50 1⁄2 und drei Hufe groß; es gab 31 Feuerstellen (= Haushalte). Von 1806 an hielten französische Truppen das Dorf Buckow im Rahmen des Vierten Koalitionskrieges vier Jahre lang besetzt. Im Jahr 1828 verkaufte der Oberfinanzrat Grothe seine Anteile an eine Familie von Kröcher. Von dort kamen sie 1840 an die Familie Troll, im Jahr 1847 an die Familie Bolzenthal und über die Familie Lemm (1856) im Jahr 1864 an den Hoffotografen Schwarz. Er hielt somit das Dorf und die gutsherrlichen Rechte. Im Jahr 1840 standen im Ort 32 Wohnhäuser. Im Jahr 1858 bestand Buckow aus dem Dorf und dem Rittergut. Dort lebten 17 Hof- und Gutseigentümer mit 70 Knechten und Mägden sowie 20 Tagelöhnern. Es gab 18 nebengewerbliche Landwirte mit acht Knechten und Mägden sowie zwei Tagelöhnern. Hinzu kamen 42 Arbeiter und 13 Personen Gesinde. Es gab 35 Besitzungen: zwei waren zwischen 300 und 600 Morgen groß (zusammen 624 Morgen), 15 zwischen 30 und 300 Morgen (zusammen 2245 Morgen), 10 zwischen 5 und 30 Morgen (zusammen 167 Morgen) und 8 unter 5 Morgen (zusammen 5 Morgen). Mittlerweile hatten sich weitere Handwerker niedergelassen. Es gab zwei Bäckermeister mit vier Gesellen, einen Konditormeister, einen Fleischermeister, zwei Schuhmachermeister mit einem Gesellen, einen Sattlermeister mit einem Gesellen, einen Seilermeister mit einem Lehrling, zwei Schneidermeister und zwei Gesellen sowie ein Stellmachermeister mit einem Gesellen. Außerdem arbeiteten ein Böttchergeselle, ein Maurergeselle, ein Grobschmiedemeister mit zwei Gesellen, ein Barbier und ein Stoffhändler in Buckow. Der Krug war nach wie vor vorhanden; die Statistik verzeichnete jedoch auch fünf Arme. Im Jahr 1860 war Buckow insgesamt 3129 Morgen groß, darunter 2581 Morgen Acker, 460 Morgen Wiese und 88 Morgen Gehöfte. Im Dorf standen drei öffentliche, 51 Wohn- und 100 Wirtschaftsgebäude. Im Jahr 1896 wurde die Kirchengemeinde mit einer eigenen Pfarrstelle ausgestattet.

### 20. Jahrhundert

Eröffnungszug der Straßenbahn von Britz nach Buckow, 1913

1900, Buckow war zu dieser Zeit 949 Hektar groß und bestand aus 98 Häusern, wurde der Bahnhof Buckow der Rixdorf-Mittenwalder Eisenbahn eröffnet, der östlich des Dorfes lag. 1913 verlängerte die Große Berliner Straßenbahn ihre Linie 28 bis in den Ortskern von Buckow. Eigentümer der Strecke war eine Tochtergesellschaft, die Südliche Berliner Vorortbahn.
Die Gemeinde Buckow wurde 1920 als Teil des Bezirks Neukölln nach Berlin eingemeindet und war 1932 ein Ortsteil im Verwaltungsbezirk Neukölln mit dem Unterwohnplatz Buckow Ost. Im Jahr 1931 war die Gemarkung von Buckow 937 Hektar groß. Der Personenverkehr auf der Eisenbahnlinie wurde 1955 eingestellt, die letzte Straßenbahn fuhr 1964.
Etwa seit 1950 war Buckow formell in zwei Ortsteile gegliedert, Buckow 1, auch Buckow West genannt sowie Buckow 2, auch Buckow Ost genannt. Die Trasse der Neukölln-Mittenwalder Eisenbahn bildete die Grenze zwischen den beiden Ortsteilen.
Die Großsiedlung Britz-Buckow-Rudow (Gropiusstadt) wurde 1962 bis 1975 errichtet und erhielt 1972 den Namen des Bauhausgründers Walter Gropius. 2002 wurde sie vom Bezirk Neukölln zum eigenen Ortsteil ernannt, der aus Teilen von Rudow und Buckow 2 gebildet wurde. Die beiden nunmehr räumlich getrennten Teile Buckows bilden seitdem wieder einen gemeinsamen Ortsteil.

## Bevölkerung
| Jahr | Einwohner |
| ---- | --------- |
| 1858 | 0588      |
| 1871 | 0681      |
| 1880 | 0838      |
| 1890 | 1.016     |
| 1900 | 1.199     |
| 1910 | 1.812     |

| Jahr | Einwohner |
| ---- | --------- |
| 1919 | 2.396     |
| 1925 | 2.425     |
| 1930 | 2.803     |
| 1938 | 7.371     |
| 1946 | 9.675     |

| Jahr | Buckow 1 (West) | Buckow 2 (Ost) | gesamt |
| ---- | --------------- | -------------- | ------ |
| 1950 | 05.564          | 03.346         | 08.910 |
| 1960 | 09.163          | 03.700         | 12.863 |
| 1970 | 15.552          | 20.104         | 35.656 |
| 1987 | 26.370          | 35.386         | 61.756 |
| 1990 | 27.536          | 35.816         | 63.352 |
| 2000 | 28.972          | 34.598         | 63.570 |

| Jahr | Einwohner |
| ---- | --------- |
| 2007 | 38.037    |
| 2010 | 38.098    |
| 2015 | 39.362    |
| 2020 | 40.146    |

| Jahr | Einwohner |
| ---- | --------- |
| 2021 | 40.135    |
| 2022 | 40.255    |
| 2023 | 40.558    |
| 2024 | 41.099    |

Quelle ab 2007: Statistischer Bericht A I 5. Einwohnerregisterstatistik Berlin. Bestand – Grunddaten. 31. Dezember. Amt für Statistik Berlin-Brandenburg (jeweilige Jahre)

## Sehenswürdigkeiten

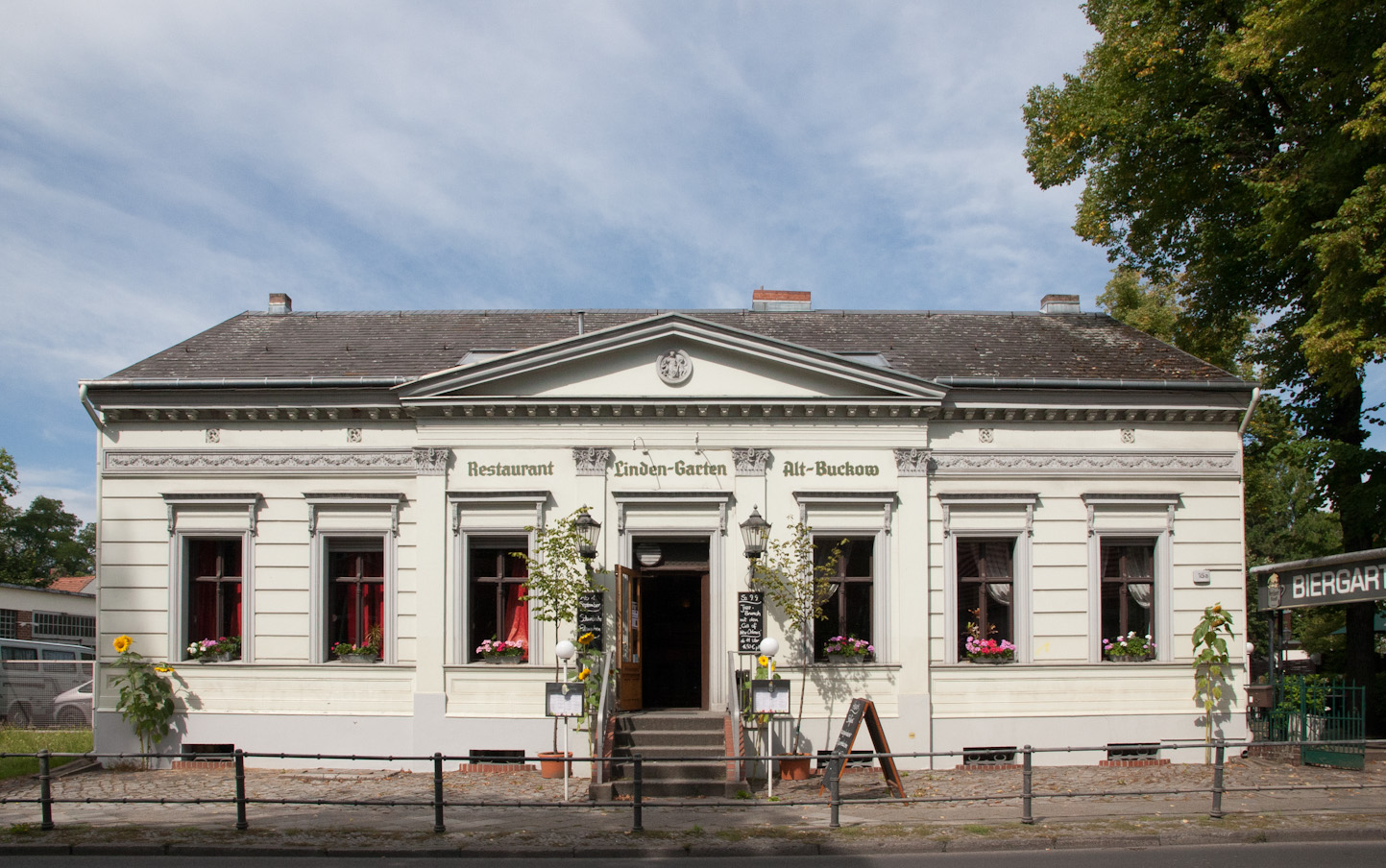
Alt-Buckow 15A

### Alt-Buckow
In der Straße Alt-Buckow stehen mehrere im 19. Jahrhundert errichtete Häuser unter Denkmalschutz.

### Dorfkirche Buckow

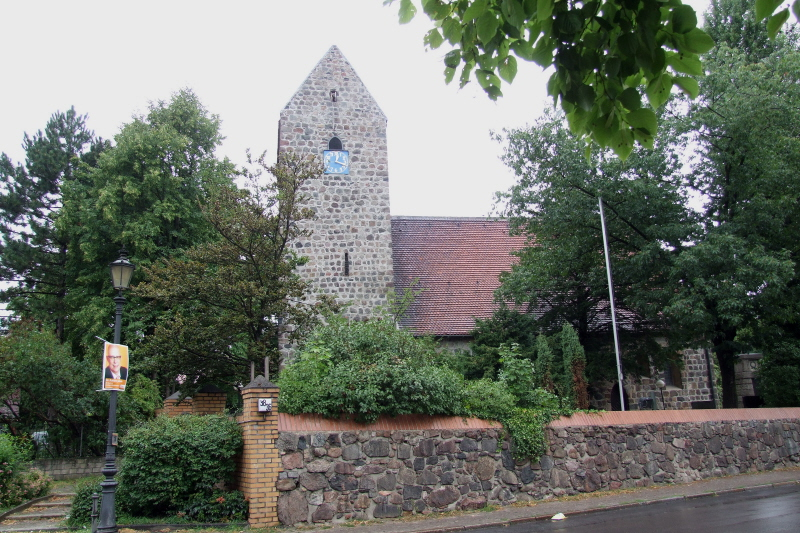
Dorfkirche Buckow

Die Dorfkirche Buckow entstand gegen Ende des 13. Jahrhunderts; der hölzerne Sperrbalken im Westportal ermöglichte ein Dendrodatum von 1304. Sie wurde aus Feldsteinen errichtet. Sie besteht aus einem Saal mit schiffsbreitem querrechteckigem Westturm. Dieser Grundriss ist sehr selten (z. B. auf dem Barnim nur 2,6 Prozent aller mittelalterlichen Dorfkirchen).
Sie wurde in den folgenden Jahrhunderten mehrfach umgebaut. Bei Renovierungsarbeiten im 20. Jahrhundert kamen Reste der mittelalterlichen Ausmalung zum Vorschein, die auch heute noch in sehr blassen Fragmenten im Kreuzrippengewölbe der Kirche zu besichtigen sind. Am deutlichsten ist eine Abendmahlsszene im vorderen Teil der Kirche zu erkennen.
Zum Geläut der Kirche gehört auch eine undatierte Glocke aus dem 13. oder 14. Jahrhundert, die aufgrund ihrer besonderen Form als älteste aller Berliner Dorfkirchenglocken gilt. Sie ist nach der langen Nutzung leicht verstimmt und wird nur noch als Abendmahlsglocke eingesetzt.

### Hans-Martin-Helbich-Siedlung
Die Hans-Martin-Helbich-Siedlung liegt in Buckow 1 und erstreckt sich von Alt-Buckow südlich bis zur Gerlinger Straße. Sie wurde 1974 erbaut und gehörte bis zum Jahr 2020 der evangelischen Kirchengemeinde Alt-Buckow und Neu-Buckow, die sie an die gemeinnützige Baugenossenschaft Steglitz veräußerte. Sie ist nach Hans-Martin Helbich benannt, dem damaligen Generalsuperintendenten des Sprengels I (umfasste West-Berlin) der Evangelischen Kirche in Berlin-Brandenburg. Die Wohnsiedlung mit über 1000 Wohnungen ist Erholungs- und Einkaufsgebiet zugleich, da sie einen eigenen Rodelberg, viele Wiesen und Felder, aber auch ein eigenes Einkaufszentrum mit mehreren Geschäften umfasst. Neben der Siedlung befand sich eine wegen Asbestbelastung geschlossene Schule, die seit 1990 leer stand, Ende 2010 abgerissen wurde und sich derzeit im Neubau befindet.

## Verkehr
Der Straßenzug Marienfelder Chaussee–Alt-Buckow–Johannisthaler Chaussee durchquert Buckow von Westen nach Osten, der Buckower Damm von Norden nach Süden.
Der Ortsteil wird durch mehrere Buslinien erschlossen.

## Bildung
Die Schule am Sandsteinweg ist die größte Grundschule im Bezirk Neukölln und befindet sich in Buckow.

## Persönlichkeiten
- Paul Feldkeller (1889–1972), Philosoph und Psychologe, lebte in Buckow
- Bodo Manegold (* 1948), Neuköllner Bezirksbürgermeister, Ortschronist von Buckow
- Bernd Brecht (* 1956), Performancekünstler, in Buckow geboren
- Gunda Leschber (* 1958), Thoraxchirurgin, in Buckow geboren
- Robbin Juhnke (* 1967), Politiker (CDU), in Buckow aufgewachsen, lebt hier
- Carsten Ramelow (* 1974), Fußballspieler, in Buckow aufgewachsen
- Marcel Hopp (* 1988), Politiker (SPD), in Buckow aufgewachsen